# Scott Prince

a Compétitions nationales et continentales officielles uniquement.

b Matchs officiels uniquement.
Pour les articles homonymes, voir Prince.
Scott Prince (né le 27 février 1980 à Mount Isa, Queensland) est un joueur australien de rugby à XIII qui évolue aux Gold Coast Titans, dont il est cocapitaine, en National Rugby League. Ce demi de mêlée est international et est sélectionné avec les Queensland dans le State of Origin. Auparavant, en club, il a joué pour les Wests Tigers (avec qui il remporte le championnat et est désigné meilleur joueur de la finale),  les Brisbane Broncos et les North Queensland Cowboys. 